# Ле Ру, Люк
Люк Гарет Ле Ру (англ. Luke Gareth Le Roux; род. 10 марта 2000, Соуэто, Гаутенг) — южноафриканский футболист, полузащитник шведского клуба «Вернаму» и сборной ЮАР.

## Клубная карьера
Воспитанник клуба «Икапа Спортинг». В 15-летнем возрасте подписал контракт с «Суперспорт Юнайтед», после чего отправился в аренду в клуб первого дивизиона «Стелленбос». Дебютировал за команду 21 августа 2017 года в матче первого круга нового чемпионата с «Убунту Кейптаун». Ле Ру начал игру на скамейке запасных и появился на поле в середине второго тайма. Всего в сезоне Люк принял участие в пяти играх чемпионата и одной кубковой встрече. В конце 2017 года был отозван из аренды и вернулся в «Суперспорт Юнайтед». Однако, за основную команду не сыграл ни одной игры, выступая в основном за юношеские команды, а также изредка попадая в заявку на матчи Премьер-лиги.
3 февраля 2020 года подписал контракт с новичком шведского чемпионата — «Варбергом». Срок соглашения рассчитан до 2023 года. В его составе первую игру провёл 20 февраля в рамках группового этапа кубка страны против «Хаммарбю». Ле Ру появился на поле в середине второго тайма, заменив Йеспера Модига, но не смог помочь своей команде избежать разгромного поражения 1:5. 15 июня в первом туре нового чемпионата южноафриканец дебютировал в Аллсвенскане, выйдя на замену на 70-й минуте выездной встречи с «Хельсингборгом» вместо Альбина Винбу.
23 августа 2023 года перешёл в нидерландский «Волендам», подписав трёхлетний контракт.
2 июля 2024 года подписал двухлетний контракт со шведским «Вернаму».

## Достижения
ЮАР (до 20)
- Бронзовый призёр Кубка африканский наций (до 20): 2019

## Клубная статистика
| Выступление      | Выступление      | Выступление      | Лига | Лига | Кубки | Кубки | Конт.кубки | Конт.кубки | Итого | Итого |
| Клуб             | Лига             | Сезон            | Игры | Голы | Игры  | Голы  | Игры       | Голы       | Игры  | Голы  |
| ---------------- | ---------------- | ---------------- | ---- | ---- | ----- | ----- | ---------- | ---------- | ----- | ----- |
| Стелленбос       | Первый дивизион  | 2016/17          | 0    | 0    | 0     | 0     | 0          | 0          | 0     | 0     |
| Стелленбос       | Первый дивизион  | 2017/18          | 5    | 0    | 1     | 0     | 0          | 0          | 6     | 0     |
| Стелленбос       | Итого            | Итого            | 5    | 0    | 1     | 0     | 0          | 0          | 6     | 0     |
| Варберг          | Аллсвенскан      | 2020             | 21   | 0    | 3     | 0     | 0          | 0          | 24    | 0     |
| Варберг          | Аллсвенскан      | 2021             | 0    | 0    | 0     | 0     | 0          | 0          | 0     | 0     |
| Варберг          | Итого            | Итого            | 21   | 0    | 3     | 0     | 0          | 0          | 24    | 0     |
| Всего за карьеру | Всего за карьеру | Всего за карьеру | 26   | 0    | 4     | 0     | 0          | 0          | 30    | 0     |